# 牤牛营子乡
牤牛营子乡中国辽宁省葫芦岛市建昌县下辖的一个乡。

## 行政区划
牤牛营子乡下辖以下地区：
三家村、樱桃沟村、东马场村、井龙沟村、贾窑村、什大营子村、北梅力营子村、荆条沟村、扎兰营子村、西沟村、窑匠沟村、箭石沟村、梅力营子村、老双沟村、章京营子村、嵩子沟村、洞底下村和东山村